# Завали (Куявсько-Поморське воєводство)
Завали (пол. Zawały, нім. Hinterwall) — село в Польщі, у гміні Оброво Торунського повіту Куявсько-Поморського воєводства.
Населення — 664 особи (2011).
У 1975-1998 роках село належало до Торунського воєводства.

## Демографія
Демографічна структура станом на 31 березня 2011 року:
|          | Загалом | Допрацездатний вік | Працездатний вік | Постпрацездатний вік |
| -------- | ------- | ------------------ | ---------------- | -------------------- |
| Чоловіки | 332     | 77                 | 234              | 21                   |
| Жінки    | 332     | 72                 | 212              | 48                   |
| Разом    | 664     | 149                | 446              | 69                   |